# Atalophlebiinae
Atalophlebiinae zijn een onderfamilie in de tot de haften (Ephemeroptera) behorende familie Leptophlebiidae.

## Taxonomie
De familie geslachten zijn bij de onderfamilie ingedeeld:
- Paramaka Savage & Domínguez, 1992[1]